# Arno von Lenski
Arno von Lenski (20 de Julho de 1893 - 4 de outubro de 1986) foi um oficial alemão que serviu nas duas guerras mundiais.

## Biografia
Arno von Lenski entrou para o Exército no ano de 1912 com a patente de Cadete, servindo nesta época na infantaria. Após o término da Primeira Guerra Mundial, tendo comandado um regimento de cavalaria no ano de 1935.
Foi promovido para Oberst no dia 1 de agosto de 1938. Quando se iniciou a Segunda Guerra Mundial, von Lenski estava no comando do 1. Schtz.Brig. e no ano seguinte, em 5 de agosto de 1941, o 11. Schtz.Brig.. Foi promovido para Generalmajor no dia 1 de junho de 1942 e Generalleutnant no dia 15 de novembro de 1942.
Comandou de forma interina a 2ª e a 24ª Divisão Panzer no ano de 1942. Foi feito prisioneiro pelos russos em Stalingrado no final do mês de janeiro de 1943. Foi libertado no ano de 1948, e serviu na Alemanha Oriental, chegando à patente de Brigadeiro General no ano de 1952 na Polícia popular.

## Patentes
- Cadete - 1912
- Oberst  - 1 de agosto de 1938
- Generalmajor - 1 de junho de 1942
- Generalleutnant - 15 de novembro de 1942
- Brigadeiro General - 1952

## Condecorações
- Cruz Germânica em Ouro - 21 de janeiro de 1943